# Zia Mahmood
Zia Mahmood (ur. 7 stycznia 1946, Karaczi) – pakistański (do roku 1996) i amerykański (od roku 1997) brydżysta, World Grand Master (WBF).

## Wyniki brydżowe

### Olimpiady
Na olimpiadach uzyskał następujące rezultaty:
| Olimpiady brydżowe. Zawody teamów | Olimpiady brydżowe. Zawody teamów | Olimpiady brydżowe. Zawody teamów | Olimpiady brydżowe. Zawody teamów | Olimpiady brydżowe. Zawody teamów | Olimpiady brydżowe. Zawody teamów |
| Rok                               | Miejsce                           | Zawody                            | Kategoria                         | Drużyna                           | Pozycja                           |
| --------------------------------- | --------------------------------- | --------------------------------- | --------------------------------- | --------------------------------- | --------------------------------- |
| 2012                              | Lille                             | 2. Olimpiada Sportów Umysłowych   | Open                              | USA                               | 5                                 |
| 2004                              | Stambuł                           | 12. Olimpiada Teamów              | Open                              | USA                               | 9                                 |
| 1992                              | Salsomaggiore                     | 9. Olimpiada Teamów               | Open                              | Pakistan                          | 13                                |
| 1984                              | Seattle                           | 7. Olimpiada Teamów               | Open                              | Pakistan                          | 5                                 |
| 1980                              | Valkenburg                        | 6. Olimpiada Teamów               | Open                              | Pakistan                          | 23                                |

### Zawody światowe
W światowych zawodach zdobył następujące lokaty:
| Mistrzostwa Świata. Konkurencja teamów | Mistrzostwa Świata. Konkurencja teamów | Mistrzostwa Świata. Konkurencja teamów                | Mistrzostwa Świata. Konkurencja teamów | Mistrzostwa Świata. Konkurencja teamów | Mistrzostwa Świata. Konkurencja teamów |
| Rok                                    | Miejsce                                | Zawody                                                | Kategoria                              | Drużyna                                | Pozycja                                |
| -------------------------------------- | -------------------------------------- | ----------------------------------------------------- | -------------------------------------- | -------------------------------------- | -------------------------------------- |
| 2014                                   | Sanya                                  | 14. Seria Mistrzostw Świata                           | Open                                   | Lavazza                                | 5                                      |
| 2014                                   | Sanya                                  | 14. Seria Mistrzostw Świata                           | Miksty                                 | Salvo                                  | 1                                      |
| 2013                                   | Nusa Dua                               | 41. Mistrzostwa Świata Teamów                         | Trans                                  | Fleisher                               | 5                                      |
| 2013                                   | Nusa Dua                               | 41. Mistrzostwa Świata Teamów                         | Open                                   | USA 2                                  | 9                                      |
| 2012                                   | Lille                                  | 5. Otwarte Mistrzostwa Świata Teamów Mikstowych       | Miksty                                 | Zia                                    | 11                                     |
| 2011                                   | Veldhoven                              | 40. Mistrzostwa Świata Teamów                         | Trans                                  | Smirnov                                | 9                                      |
| 2010                                   | Filadelfia                             | 13. Seria Mistrzostw Świata                           | Open                                   | Nickell                                | 2                                      |
| 2009                                   | São Paulo                              | 39. Mistrzostwa Świata Teamów                         | Open                                   | USA 2                                  | 1                                      |
| 2007                                   | Szanghaj                               | 38. Mistrzostwa Świata Teamów                         | Open                                   | USA 1                                  | 2                                      |
| 2006                                   | Werona                                 | 12. Mistrzostwa Świata                                | Open                                   | Jacobs                                 | 33                                     |
| 2005                                   | Estoril                                | 37. Mistrzostwa Świata Teamów                         | Trans                                  | Zia                                    | 21                                     |
| 2005                                   | Estoril                                | 37. Mistrzostwa Świata Teamów                         | Seniorzy                               | USA 2                                  | 5                                      |
| 2004                                   | Stambuł                                | 3. Transnarodowe Mistrzostwa Świata Teamów Mikstowych | Miksty                                 | Auken                                  | 1                                      |
| 2003                                   | Monte Carlo                            | 36. Mistrzostwa Świata Teamów                         | Trans                                  | Milner                                 | 6                                      |
| 2002                                   | Montreal                               | 11. Mistrzostwa Świata                                | Open                                   | Schwartz                               | 5                                      |
| 2001                                   | Paryż                                  | 35. Mistrzostwa Świata Teamów                         | Trans                                  | Chang                                  | 9                                      |
| 2000                                   | Southampton                            | 34. Mistrzostwa Świata Teamów                         | Open                                   | USA 2                                  | 3                                      |
| 1998                                   | Lille                                  | 10. Mistrzostwa Świata                                | Open                                   | Wolfson                                | 81                                     |
| 1997                                   | Hammamet                               | 33. Mistrzostwa Świata Teamów                         | Open                                   | USA 1                                  | 4                                      |
| 1991                                   | Jokohama                               | 30. Mistrzostwa Świata Teamów                         | Open                                   | Pakistan                               | 13                                     |
| 1990                                   | Genewa                                 | 8. Mistrzostwa Świata                                 | Open                                   | Shoaid                                 | 17                                     |
| 1987                                   | Ocho Rios                              | 28. Mistrzostwa Świata Teamów                         | Open                                   | Pakistan                               | 5                                      |
| 1986                                   | Miami Beach                            | 7. Mistrzostwa Świata                                 | Open                                   | Mahmood                                | 2                                      |
| 1983                                   | Sztokholm                              | 26. Mistrzostwa Świata Teamów                         | Open                                   | Pakistan                               | 7                                      |
| 1982                                   | Biarritz                               | 6. Mistrzostwa Świata                                 | Open                                   | Ata-Ullah                              | 8                                      |
| 1981                                   | Nowy Jork                              | 25. Mistrzostwa Świata Teamów                         | Open                                   | Pakistan                               | 2                                      |

| Mistrzostwa Świata. Konkurencja par | Mistrzostwa Świata. Konkurencja par | Mistrzostwa Świata. Konkurencja par | Mistrzostwa Świata. Konkurencja par | Mistrzostwa Świata. Konkurencja par | Mistrzostwa Świata. Konkurencja par |
| Rok                                 | Miejsce                             | Zawody                              | Kategoria                           | Partner                             | Pozycja                             |
| ----------------------------------- | ----------------------------------- | ----------------------------------- | ----------------------------------- | ----------------------------------- | ----------------------------------- |
| 2014                                | Sanya                               | 14. Seria Mistrzostw Świata         | Open                                | Jacek Pszczoła                      | [ 31 ]                              |
| 2014                                | Sanya                               | 14. Seria Mistrzostw Świata         | Miksty                              | Marion Michielsen                   | 33                                  |
| 2010                                | Filadelfia                          | 13. Mistrzostwa Świata              | Miksty                              | Migry Zur-Campanile                 | 15                                  |
| 2010                                | Filadelfia                          | 13. Mistrzostwa Świata              | Open                                | Eric Rodwell                        | 27                                  |
| 2006                                | Werona                              | 12. Mistrzostwa Świata              | Open                                | Andrew Robson                       | 30                                  |
| 2006                                | Werona                              | 12. Mistrzostwa Świata              | Miksty                              | Jill Meyers                         | 166                                 |
| 2002                                | Montreal                            | 11. Mistrzostwa Świata              | Open                                | Michael Rosenberg                   | 2                                   |
| 2002                                | Montreal                            | 11. Mistrzostwa Świata              | Miksty                              | Judi Radin                          | 16                                  |
| 1998                                | Lille                               | 10. Mistrzostwa Świata              | Open                                | Bob Hamman                          | 21                                  |
| 1998                                | Lille                               | 10. Mistrzostwa Świata              | Miksty                              | N Smith                             | 22                                  |
| 1990                                | Genewa                              | 8. Mistrzostwa Świata               | Open                                | Masood Saleem                       | 26                                  |
| 1990                                | Genewa                              | 8. Mistrzostwa Świata               | Miksty                              | Judi Radin                          | 44                                  |

| Mistrzostwa Świata. Konkurencja indywidualna | Mistrzostwa Świata. Konkurencja indywidualna | Mistrzostwa Świata. Konkurencja indywidualna | Mistrzostwa Świata. Konkurencja indywidualna | Mistrzostwa Świata. Konkurencja indywidualna | Mistrzostwa Świata. Konkurencja indywidualna |
| Rok                                          | Miejsce                                      | Zawody                                       | Kategoria                                    | Pozycja                                      |                                              |
| -------------------------------------------- | -------------------------------------------- | -------------------------------------------- | -------------------------------------------- | -------------------------------------------- | -------------------------------------------- |
| 2004                                         | Werona                                       | 6. Indywidualne Mistrzostwa Świata           | Open                                         | 10                                           |                                              |
| 2000                                         | Ateny                                        | 5. Indywidualne Mistrzostwa Świata           | Open                                         | 5                                            |                                              |
| 1998                                         | Ajaccio                                      | 4. Indywidualne Mistrzostwa Świata           | Open                                         | 17                                           |                                              |
| 1996                                         | Paryż                                        | 3. Indywidualne Mistrzostwa Świata           | Open                                         | 11                                           |                                              |
| 1994                                         | Paryż                                        | 2. Indywidualne Mistrzostwa Świata           | Open                                         | 39                                           |                                              |

### Zawody europejskie
W europejskich zawodach zdobył następujące lokaty:
| Zawody europejskie. Konkurencja teamów | Zawody europejskie. Konkurencja teamów | Zawody europejskie. Konkurencja teamów | Zawody europejskie. Konkurencja teamów | Zawody europejskie. Konkurencja teamów | Zawody europejskie. Konkurencja teamów |
| Rok                                    | Miejsce                                | Zawody                                 | Kategoria                              | Drużyna                                | Pozycja                                |
| -------------------------------------- | -------------------------------------- | -------------------------------------- | -------------------------------------- | -------------------------------------- | -------------------------------------- |
| 2009                                   | San Remo                               | 4. Otwarte Mistrzostwa Europy          | Open                                   | Welland                                | 5                                      |
| 2007                                   | Antalya                                | 3. Otwarte Mistrzostwa Europy          | Miksty                                 | Emre                                   | 9                                      |
| 2007                                   | Antalya                                | 3. Otwarte Mistrzostwa Europy          | Open                                   | Zia                                    | 5                                      |
| 2005                                   | Teneryfa                               | 2. Otwarte Mistrzostwa Europy          | Open                                   | Panahpour                              | 17                                     |
| 2003                                   | Mentona                                | 1. Otwarte Mistrzostwa Europy          | Miksty                                 | Chagas                                 | 9                                      |
| 2003                                   | Mentona                                | 1. Otwarte Mistrzostwa Europy          | Open                                   | Welland                                | 9                                      |

| Zawody europejskie. Konkurencja par | Zawody europejskie. Konkurencja par | Zawody europejskie. Konkurencja par | Zawody europejskie. Konkurencja par | Zawody europejskie. Konkurencja par | Zawody europejskie. Konkurencja par |
| Rok                                 | Miejsce                             | Zawody                              | Kategoria                           | Partner                             | Pozycja                             |
| ----------------------------------- | ----------------------------------- | ----------------------------------- | ----------------------------------- | ----------------------------------- | ----------------------------------- |
| 2013                                | Ostenda                             | 6. Otwarte Mistrzostwa Europy       | Open                                | Jan Jansma                          | 2                                   |
| 2007                                | Antalya                             | 3. Otwarte Mistrzostwa Europy       | Miksty                              | Sabine Auken                        | 29                                  |
| 2005                                | Teneryfa                            | 2. Otwarte Mistrzostwa Europy       | Open                                | Lila Panahpour                      | 181                                 |
| 2003                                | Mentona                             | 1. Otwarte Mistrzostwa Europy       | Mikst                               | Jill Meyers                         | 8                                   |

## Klasyfikacja
- Zia Mahmood – klasyfikacja WBF (ang.)